# Estação Puente Cal y Canto
A Estação Puente Cal y Canto é uma das estações do Metrô de Santiago, situada em Santiago, entre a Estação Santa Ana, a Estação Patronato, a Estação Plaza de Armas e a Estaçao Hospitales. Faz parte da Linha 2 e da Linha 3.
Foi inaugurada em 15 de setembro de 1987. Localiza-se no cruzamento do Passeio Puente com a Avenida Presidente Balmaceda. Atende a comuna de Santiago.
Espera-se que até 2028 e 2032 esta estação seja uma futura combinação com a Linha 7 e Linha 9.